# Њупорт Сентер (Вермонт)
Њупорт Сентер (енгл. Newport Center) насељено је место без административног статуса у америчкој савезној држави Вермонт.

## Демографија
По попису из 2010. године број становника је 274.
| Група             | 2000.    | 2010.       |
| Белци             | 0 (0,0%) | 271 (98,9%) |
| Афроамериканци    | 0 (0,0%) | 0 (0,0%)    |
| Азијати           | 0 (0,0%) | 0 (0,0%)    |
| Хиспаноамериканци | 0 (0,0%) | 2 (0,7%)    |
| Укупно            | 0        | 274         |